# Aminata Aboubakar Yacoub
Aminata Aboubakar Yacoub (sinh ngày 22 tháng 6 năm 1989 tại Epena, Cộng hòa Congo) là một vận động viên bơi lội của Cộng hòa Congo. Cô đã tham dự Thế vận hội Mùa hè 2012 trong nội dung tự do 50m nữ. Yacoub xếp hạng 69 và sẽ không tiến vào bán kết.